# پاراناوایی
پاراناوایی (به پرتغالی: Paranavaí) یک شهرستان در برزیل است که در ایالت پارانا واقع شده‌است.

## خصوصیات
پاراناوایی ۱٫۲۰۲٫۴۶۹ کیلومترمربع مساحت و ۱۰۵٫۴۷۰ نفر جمعیت دارد و ۴۲۵ متر بالاتر از سطح دریا واقع شده‌است.